# Le Club
Le Club est un roman de Michel Pagel, paru en 2016 aux éditions Les Moutons électriques, collection « Hélios »  (ISBN 978-2-36183-562-0).
L'auteur réunit les membres du Club des cinq trente ans après la série originelle - sous leurs identités françaises. Il imagine que les héros du Club des cinq ont grandi et sont devenus adultes. Se réunissant lors de Noël dans la maison familiale alors qu'ils ne se sont plus vus depuis plusieurs années, ils sont confrontés à un nouveau mystère : qui a tué la mère de Claude ? pourquoi ? comment ? La situation se complique quand deux autres meurtres sont commis dans la journée qui suit.

## Personnages
- Le Club des cinq
  - Claude Dorsel.
  - François Gauthier.
  - Annie Gauthier.
  - Mick Gauthier.
  - Dagobert : cité seulement (mort).
- Dominique (« Do » / « Mi ») : compagne de Claude depuis trois ans.
- Marie : 10 ans, fille d'Annie Gauthier.
- Pierre-Louis Lagarde (« Pilou ») : ami de longue date des Cinq.
- Mélodie : petite amie de Pierre-Louis Lagarde.
- Jo : compagne de Mick Gauthier depuis 30 ans.
- Cécile Dorsel : mère de Claude.

## Résumé

### Mise en place de l'intrigue
Cette section évoque les pages 5 à 56 de l'édition poche de 2016.
On est le 23 décembre. Claude Dorsel, qui assume désormais son état de femme homosexuelle et qui vit avec sa compagne Dominique (appelée « Do » ou « Mi » selon les circonstances), a invité à Kernach deux de ses cousins François et Annie et un ami d'enfance : Pilou, accompagné de sa nouvelle petite amie. 
François arrive en premier. Célibataire et sans enfant, il est devenu commissaire de police et se sent toujours porté à l'investigation.
Arrive ensuite Pierre-Louis Lagarde (« Pilou »), un autre ami de jadis. Il est venu avec sa jeune compagne Mélodie.
Dernière arrivée, Annie est alcoolique et dépressive. Divorcée trois fois, elle vit désormais avec sa fille Marie âgée de 10 ans. Avant Marie, Annie a eu deux garçons qui sont morts dans un accident de scooter.
Le chien Dagobert est mort depuis trois décennies ; Claude ne l'a jamais remplacé.
Mick, fâché avec son frère et sa sœur, est tombé amoureux d'une gitane, Jo, rencontrée lors d'une précédente aventure ; ce couple solide n'est pas présent à Noël.
La mère de Claude, Cécile Dorsel, est sénile et grabataire.

### Le «cataclysme»: sortie de l'enfance et de l'innocence
Cette section évoque les pages 57 à 95 de l'édition poche de 2016.
Dans une longue séquence de transition, on révèle au lecteur le « cataclysme » qu'avaient connu jadis les quatre enfants, lors d'un été inoubliable.
Cela avait commencé par Claude, qui avait eu ses premières règles. Le lendemain, Annie avait eu aussi ses premières règles.
Mick avait rencontré Jo, la jolie Gitane rencontrée dans une précédente aventure. Un coup de foudre les avait réunis et ils ne pouvaient plus se quitter.
Claude avait eu envie de savoir ce que cela faisait que d'embrasser quelqu'un d'autre. Elle avait proposé cette « expérience technique » à Annie, qui avait accepté. Pour Annie, cela avait été banal et sans intérêt ; elle n'avait pas eu envie d'aller plus loin. Pour Claude, cela avait été la révélation ses sens. Troublée, elle était allée rencontrer Jean-Jacques, le jeune pêcheur que les Cinq croisaient parfois au port de Kernach. Jean-Jacques avait accepté les « expériences techniques » proposées par Claude.
Pour François, cet été-là s'était caractérisé par l'absence de mystère à résoudre : aucun inconnu mystérieux, aucun parchemin trouvé, aucun contrebandier cachant des marchandises dans une grotte. Il avait beau se promener dans la campagne, discuter avec les gens, regarder les rues, les routes, les maisons et le paysage, aucun mystère à l'horizon. Cet été était banal, terne, sans aventures, sans intérêt.

### Premier meurtre
Cette section résume les pages 96 à 110 de l'édition poche de 2016.
On est le 24 décembre au matin. Il a neigé durant la nuit.
Se rendant à la chambre de sa mère Cécile, Claude la découvre morte. Do, pas loin de là, vient assister Claude. Toutes deux vont informer François de la situation. François examine la défunte. Avec ses solides connaissances en médecine légale, François annonce aux deux femmes que Cécile a été assassinée, et plus précisément étranglée. Il peut s'agir d'un crime commis aussi bien par quelqu'un de la maisonnée que quelqu'un venu du dehors.
Claude ne comprend pas le mobile du meurtre : elle est la seule héritière de la vieille dame, que tout le monde aimait bien, et l'héritage n'est pas bien gros. François propose une explication : peut-être Cécile savait-elle des secrets de famille, et a-t-on voulu la faire taire ?

### Deuxième meurtre
Cette section résume les pages 111 à 157 de l'édition poche de 2016.
Ils décident que Cécile Dorsel ne peut pas être laissée dans sa chambre. François propose d'emmener le corps dans la vieille ferme, où il fait très froid (le chauffage y a été coupé depuis des années). Pour cela, il faut emprunter le passage souterrain qu'ils avaient découvert lors de leur première aventure. Les autres acceptent. 
Claude souhaite laver le corps de sa mère auparavant, ce que les autres acceptent. Pendant qu'elle procède aux opérations de lavage du corps, elle a des visions des membres anglais du Club des cinq. Elle les voit comme s'ils étaient tout prêt d'elle, et surtout Timmy (Dagobert), le chien complice de toutes leurs aventures. Pendant ce temps, François, Annie, Do, Pilou et Mélodie discutent sur les événements qui viennent de se produire.
Le lecteur apprend par des réflexions de François que Cécile Dorsel n'a pas été assassinée et qu'elle est morte de mort naturelle. François a laissé croire aux autres qu'elle avait été tuée pour des motifs qui lui sont personnels.
Quand Claude a terminé sa triste besogne, le corps de Cécile est inséré dans de solides couvertures. Tandis que Do, Annie et sa fille restent dans la maison, François, Claude, Pilou et Mélodie emmènent le corps de Cécile, via le souterrain, dans la vieille ferme. Tandis que Claude et François disposent le corps, Pilou tente d'embrasser Mélodie. Celle-ci, révulsée par la libido de Pilou alors que les circonstances sont tragiques, le gifle et change de pièce. Elle se cache dans une sorte de petit placard. Peu de temps après, quelqu'un arrive et l'étrangle. Claude, François et Pilou finissent par remarquent la disparition de Mélodie. Ils pensent qu'elle est retournée à la maison par le souterrain. Ils rentrent donc à la maison. 
Claude révèle à François qu'elle a vu leurs homologues anglais du Club. François lui répond, à la stupéfaction de Claude, qu'il les rencontre assez fréquemment, tous les Cinq. 
Ne trouvant pas Mélodie à la maison, Claude et François retournent dans la vieille ferme, où ils découvrent le cadavre de Mélodie. François dit à Claude qu'il est persuadé que l'assassin est Mick et qu'il se trouve dans les environs.

### Troisième meurtre
Tandis que François et Pilou sont allés à pied déclarer le meurtre de Mme Dorsel et de Mélodie à la gendarmerie, Claude et Dominique découvrent Marie, la fille d'Annie, étranglée dans son lit à l'étage.

### Dénouement et révélations finales
Cette section évoque les pages 169 à 204 de l'édition poche de 2016.
Mick et sa compagne Jo arrivent alors à la Villa des Mouettes. C'est alors que trois coups de feu retentissent tuant Jo sur le coup…
La fin du roman permet de découvrir que la personne ayant commis les meurtres est François, qui regrette sa condition de personnage de fiction. Il n'a pas tué la mère de Claude, en réalité décédée de mort naturelle.
En assassinant les "personnes réelles" qui relient les membres du Club au "monde réel", François veut les faire rebasculer dans l'univers de fiction. La fin du livre suggère qu'il a réussi.

## Autour du roman
Pagel met en scène des personnages qui savent que leurs premières aventures ont été romancées et publiées ; le livre contient également Le Roman qui n'a jamais été écrit, qui aurait été la dernière aventure du Club des cinq, et aurait vu le groupe se fragmenter à la puberté.
Renversant la réalité, les protagonistes se demandent pourquoi une romancière britannique a donné une consonance anglaise à leurs aventures tout en ne les ayant jamais rencontrés.
Le récit mélange les thèmes du dédoublement, de l'identité sexuelle et fictionnelle, et Pagel s'appuie sur une analyse minutieuse de l'œuvre.